# 夏洛特·佩里昂
夏洛特·佩里昂（法語：Charlotte Perriand，法語發音：[ʃaʁlɔt peʁjɑ̃]；1903年10月24日—1999年10月27日）是一位法国建筑师与设计师，1903年10月24日生于巴黎，1999年10月27日逝于巴黎。

## 私人生活
夏洛特·佩里昂与法属印度支那的法国经济事务主任雅克·马丁结婚，并于1944年育有一女，贝奈特·佩里昂。其女贝奈特与丈夫历史学家雅克·巴尔萨克共同管理夏洛特的遗产与权利，尤其是未经授权的复制品引起的诉讼与纠纷。

## 作品

### 展出
- 2012年于尼塞福尔·涅普斯博物馆的展览：《夏洛特·佩里昂，另一个世界的摄影》；
- 2005年12月7日-2006年3月27日，法国国立现代艺术博物馆的回顾展；
- 2013年圣埃蒂安双年展期间于圣埃蒂安都会区现当代艺术博物馆的展出：《夏洛特·佩里昂与日本》；
- 2019年10月-2020年2月，夏洛特逝世20周年于路易威登基金会的展出：《夏洛特的新大陆》。

### 纪念
- 巴黎第七区的夏洛特·佩里昂路；
- 热内什的夏洛特·佩里昂高中；
- 国立里昂应用科学学院的夏洛特·佩里昂大楼（土木工程系大楼）。